# 氟化金
三氟化金化学式为AuF
3，是一种橙色固体，在300°C下升华。它是一种强氟化剂。

## 制备
AuF3可以通过AuCl3与F2或BrF3反应制得。

## 结构
AuF3的晶体结构较特别，是由平面正方形的AuF4单元形成的螺旋状长链。
|          |                     |                                    |                       |                       |
| AuF3晶胞 | 邻近的(AuF3)n螺旋链 | 金原子与六个氟原子形成的变形八面体 | (AuF3)n螺旋链的俯视图 | (AuF3)n螺旋链的侧视图 |